# DELČ 800
DELČ 800 (Diesel ELektrická Čistička) je strojní čistička štěrkového kolejového lože. Toto čtyřnápravové speciální vozidlo s vlastním pohonem, jehož prototyp vznikl v roce 1974, vyráběl podnik MTH Praha za pomoci dílů dodaných z NDR mezi lety 1975 až 1989. Do Československa bylo dodáno celkem 32 strojů, z toho 12 na Slovensko. DELČ 800 je tvořena souměrným rámem, který je usazen na dvou podvozcích z lokomotivy řady T 458.1. Stroj má na obou stranách kabinu. Čištění lože je možné v celém profilu koleje, předzvedání koleje není nutné.
- Délka: 24,3 m
- Hmotnost: cca 83 t
- Max. rychlost: 70 km/h (ve vlaku 80 km/h)
- Teoretický pracovní výkon: 800 m³/h